# Nay Pyi Taw FC
El Nay Pyi Taw FC es un equipo de fútbol de Myanmar que milita en la Liga Nacional de Myanmar, el torneo de fútbol más importante del país.

## Historia
Fue fundado en el año 2010 en la capital Yangon, aunque al año siguiente se mudaron a la ciudad de Nay Pyi Taw y el club es propiedad del empresario Phyo Ko Ko Tint San.
Nunca ha sido campeón de la Liga Nacional de Myanmar ni han ganado la Copa MFF, aunque sí han sido subcampeones de liga y finalistas de la copa.
A nivel internacional clasificaron para su primer torneo internacional, la Copa de la AFC 2014.

## Palmarés
- Liga Nacional de Myanmar: 0
  - Subcampeón: 1

2013
- Copa MFF: 0
  - Finalista: 1

2011

## Jugadores

### Jugadores destacados
- Emmenuel Medengue
- Yohance Marshall
- Zaw Lin